# 外処茅優
外処 茅優（とどころ ちひろ、2000年6月4日 - ）は、群馬県邑楽郡邑楽町出身の、日本の柔道選手である。階級は44kg級と48㎏級。身長148cm。血液型はA型。組み手は左組み。得意技は大内刈。

## 経歴
柔道は5歳の時に母親と姉の影響を受けて、邑楽町柔道スポーツ少年団で始めた。全国中学校柔道大会の40㎏級では邑楽中学1年と3年の時は初戦で敗れるも、2年の時に5位となった。高校は山梨県の富士学苑高校へ進学した。この時期はケガで半年ほど柔道から離れていたが、リハビリテーションの過程で今まで経験したことがないほどハードなトレーニングを積んだことにより力が付いて、大会に復帰すると組み手面で進展が見られるようになったという。2年の時には全日本ジュニアの44㎏級に出場すると、決勝で京都文教高校2年の久保井仁菜に小内巻込の技ありで敗れるも2位となった。なお、高校の2年先輩である57㎏級世界ジュニアチャンピオンの舟久保遥香が心の支えになっていたという。3年の時にはインターハイ48㎏級の県予選決勝で、前年のインターハイで2位になった同級生の野村真希を技ありで破って本戦に進むも5位にとどまった。全日本ジュニアでは44㎏級に出場して優勝を飾った。柔道人生の集大成と決めていた世界ジュニアに出場すると、準決勝でヨーロッパジュニアチャンピオンであるベルギーのルワ・プティに反則勝ち、決勝ではチュニジアのウマイマ・ベディウイを合技で破るなどオール一本勝ちして優勝した。いつもは初戦の調子が思わしくないのに、今大会に限っては初戦から今まで実感したことがないほど調子の良さを感じていたという。その後、富士吉田市役所を訪れた際に、「優勝した瞬間はうれしい感情しかなかった。周りの人の支えがあったからこそだと思う。これからも夢に向かって頑張りたい」と語った。11月の講道館杯では48㎏級に出場するも初戦で敗れた。なお、高校を卒業後は助産師の専門学校に進んで看護師となり、自分の育った邑楽町柔道スポーツ少年団で柔道を指導するのが夢だと語った。しかしながら、2019年から上武大学へ進学することになった。

## 戦績
- 2014年 - 全国中学校柔道大会 40kg級　5位
- 2017年 - 全日本ジュニア 44kg級　2位
- 2018年 - インターハイ 48kg級　5位
- 2018年 - 全日本ジュニア 44kg級 優勝
- 2018年 - 世界ジュニア 44kg級　優勝

（出典、JudoInside.com）